# Інерційний ударник
Інерційний ударник (рос. инерционный ударник, англ. inertic shock-worker, нім. Schlagstück n, inertial Schlagbolzen m (Bestarbeiter m)) — обертове тіло, яке розбиває гірську породу ударами підвішених до нього бивнів за рахунок кінетичної енергії.